# Melanochromis kaskazini
Espèce
Statut de conservation UICN

 LC  : Préoccupation mineure
Melanochromis kaskazini est une espèce africaine de poissons d'eau douce de la famille des Cichlidae endémique du lac Malawi. Ce cichlidé fait partie des espèces dites « Mbuna » (ou « M'buna ») ou « poisson brouteurs d'algues du lac Malawi ». 

## Répartition
Ce poisson est endémique du lac Malawi sur le territoire de la Tanzanie.

## Description
Melanochromis kaskazini peut mesurer jusqu'à 104 mm, queue non comprise.

## Aquariophilie

### Dimorphisme
Adulte cette espèce de Cichlidae est très simplement différentiable. En effet le mâle est légèrement plus grand et surtout de coloration bleue avec deux barres longitudinales plus claires, bleu électrique, tandis que la femelle est blanche avec ses deux mêmes barres longitudinales, mais de couleur sombres, noires. Le mâle possède également la terminaison des nageoires impaires plus effilées et au moins un ocelle de couleur jaune brillant sur la nageoire anale.

### Reproduction
Cette espèce est incubatrice buccale maternelle, les femelles gardent les œufs, larves et tout jeunes alevins environ trois semaines, protégés dans leur gueule (sans manger ou en filtrant très légèrement les micro-détritus). Les mâles peuvent se montrer très insistants dès les premières maturités sexuelles des femelles, il est préférable de maintenir cette espèce en groupes de plusieurs individus (au moins en « trio » : un mâle pour deux femelles), de manière à diviser l'agressivité d'un mâle dominant sur plusieurs individus. Ce n'est que vers 5/6 centimètres que les premiers mâles se déclarent et commencent à changer de couleur pour devenir bleu.

### Croisement, hybridation, sélection
Il est impératif de maintenir cette espèce seule ou en compagnie d'espèces d'autres genres, mais de provenance similaire (lac Malawi), afin d'éviter toute facilité de croisement (éviter également les espèces très proches, morphologiquement ou de colorations). Le commerce aquariophile a également vu apparaître un grand nombre de spécimens provenant d'Asie et d'Europe de l'est notamment et aux couleurs des plus inhabituelles ou albinos ; à cause de la sélection, hybridation et autres procédés chimiques de laboratoires. N'oublions pas qu'en milieu fermé tel qu'un aquarium des croisements et hybridations sont plus faciles.

## Statut de conservation
L’UICN classe cette espèce dans la catégorie « Préoccupation mineure » dans la mesure où aucune menace majeure et généralisée n'a été identifiée.

## Systématique
Le nom valide complet (avec auteur) de ce taxon est Melanochromis kaskazini Konings-Dudin (d), Konings & Stauffer, 2009,.

### Étymologie
Son épithète spécifique, kaskazini, signifie « du Nord » en langue kiswahili où se rencontre ce poisson.

### Publication originale
- (en) Gertrud Konings-Dudin, Adrianus F. Konings et Jay R. Stauffer, Jr., « Descriptions of three new species of Melanochromis (Teleostei: Cichlidae) and a redescription of M. vermivorus », Zootaxa, Magnolia Press (d), vol. 2076, no 1,‎ 17 avril 2009, p. 37-59 (ISSN 1175-5334 et 1175-5326, OCLC 49030618, DOI 10.11646/ZOOTAXA.2076.1.2, lire en ligne).